# Kabinett Wakatsuki I

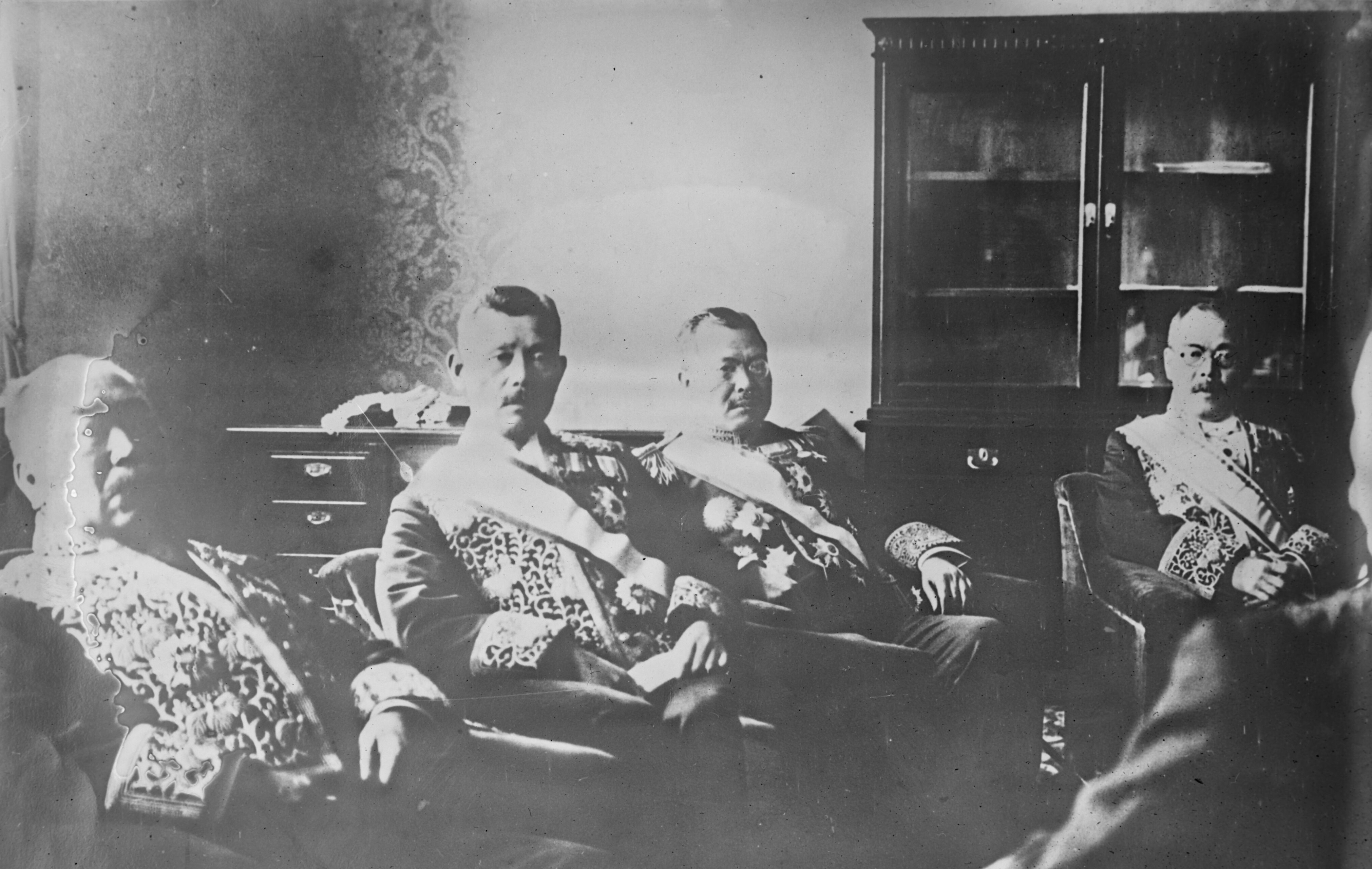
Sitzend von links: Kataoka Naoharu, Wakatsuki Reijirō, Shidehara Kijūrō, Egi Tasuku; Aufnahme vom Januar 1927

Das Kabinett Wakatsuki I (jap. 第一次若槻内閣, dai-ichiji Wakatsuki naikaku) regierte Japan unter Führung von Premierminister Wakatsuki Reijirō vom 30. Januar 1926 bis zum 20. April 1927.
| Amt                                     | Name               | Amtsdauer                                                            | Kammer (Wahlkreis) | Fraktion |
| --------------------------------------- | ------------------ | -------------------------------------------------------------------- | ------------------ | -------- |
| Premierminister                         | Wakatsuki Reijirō  |                                                                      |                    |          |
| Außenminister                           | Shidehara Kijūrō   |                                                                      |                    |          |
| Innenminister                           | Wakatsuki Reijirō  | 30. Januar 1926 bis 3. Juni 1926                                     |                    |          |
| Innenminister                           | Hamaguchi Osachi   | 3. Juni 1926 bis 16. Dezember 1926; 15. März 1927 bis 20. April 1927 |                    |          |
| Innenminister                           | Adachi Kenzō       | 16. Dezember 1926 bis 20. April 1927                                 |                    |          |
| Finanzminister                          | Hamaguchi Osachi   | 30. Januar 1926 bis 3. Juni 1926                                     |                    |          |
| Finanzminister                          | Hayama Seiji       | 3. Juni 1926 bis 14. September 1926                                  |                    |          |
| Finanzminister                          | Kataoka Naoharu    | 14. September 1926 bis 20. April 1927                                |                    |          |
| Heeresminister                          | Ugaki Kazushige    |                                                                      |                    |          |
| Marineminister                          | Takarabe Takeshi   |                                                                      |                    |          |
| Justizminister                          | Egi Tasuku         |                                                                      |                    |          |
| Kultusminister                          | Okada Ryōhei       |                                                                      |                    |          |
| Minister für Landwirtschaft und Forsten | Hayami Seiji       | 30. Januar 1926 bis 3. Juni 1926                                     |                    |          |
| Minister für Landwirtschaft und Forsten | Machida Chūji      | 3. Juni 1926 bis 20. April 1927                                      |                    |          |
| Minister Handel                         | Kataoka Naoharu    | 30. Januar 1926 bis 14. September 1926                               |                    |          |
| Minister Handel                         | Fujisawa Ikunosuke | 14. September 1926 bis 20. April 1927                                |                    |          |
| Minister für Kommunikation              | Adachi Kenzō       |                                                                      |                    |          |
| Eisenbahnminister                       | Sengoku Mitsugu    | 30. Januar 1926 bis 3, Juni 1926                                     |                    |          |
| Eisenbahnminister                       | Inoue Tadashirō    | 3. Juni 1926 bis 20. April 1927                                      |                    |          |

## Andere Positionen
| Amt                        | Name            |
| -------------------------- | --------------- |
| Chefkabinettssekretär      | Tsukamoto Seiji |
| Leiter des Legislativbüros | Yamakawa Tadao  |